# Opevnění

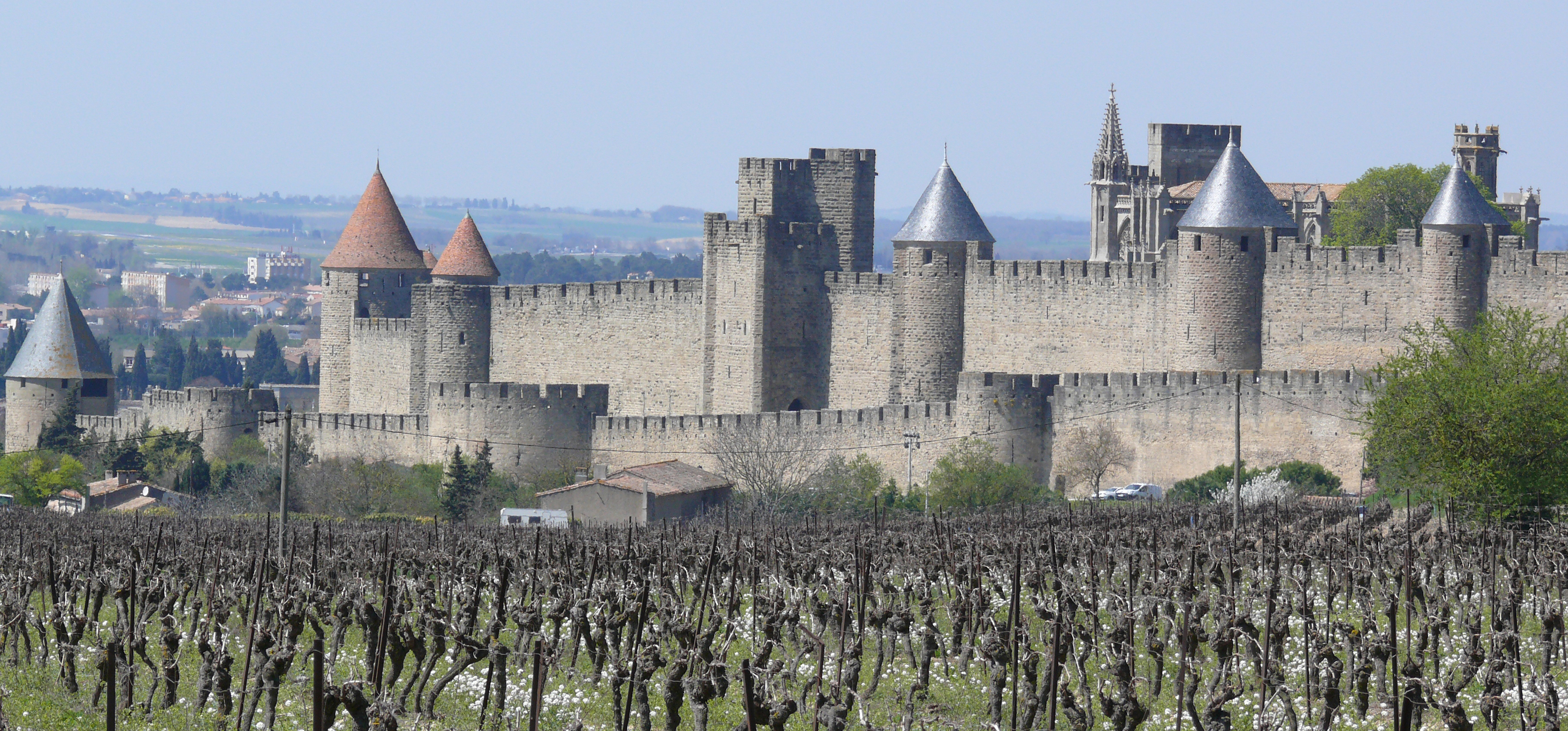
Hradby města Carcassonne

Opevnění, též fortifikace nebo šance, je stavba nebo úprava terénu zbudovaná za účelem obrany nějaké stavby nebo postavení.
Potřebu mít opevněné zázemí pociťoval člověk již od nepaměti. Už v neolitu vznikají první opevněná místa a tento druh stavitelství se zdokonaluje do dneška. Nejznámějším typem fortifikace jsou městská opevnění (např. městské hradby). Maximalistickým příkladem jsou hradby kolem hranic státu nebo regionu, například Velká čínská zeď. Opevnění dělíme na stálá a polní, z čehož polní jsou dočasná a jsou vytvářena bojujícími jednotkami jako obranné pozice v terénu.

## Historie
Už v neolitu vznikají první opevněná místa (Uruk, Sesklo a mnoho dalších) a tento druh stavitelství se zdokonaluje do dneška. Tradičním příkladem konstrukce opevnění jsou castra (vojenské tábory) z časů římských legií a kastely, ale prvními reálnými realizacemi jsou obranné zdi městských států ještě z dob Mezopotámie nebo zeď obklopující Jericho z 8. tisíciletí př. n. l. Předchůdci opevnění tak, jak je známe dnes, byly obranné valy a konstrukce, které byly stavěny okolo sídel na ochranu proti zvířatům, případně na obranu proti napadení jiným kmenem.
Posun v systému konstrukce a změna konceptu přišla ve středověku. Tehdy byly tyto aspekty značně ovlivněny příchodem střelného prachu a děl. V tomto období se zdi zpevňovaly, zhrubovaly a využíval se princip zpevnění zemí jako opory. Bylo to nezbytné vzhledem k síle kanónů a nutnosti eliminace dopadu dělových koulí, které způsobovaly značné škody. Stoupající síla zdiva byla potřebná též pro využití děl na obranu. Ta byla situována do obranné zdi nebo za ní.
Časté bylo budování celých systémů opevnění rovněž před druhou světovou válkou, kdy vznikla například Maginotova linie nebo československé opevnění. Němci za války též budovali Atlantický val.

## Kategorie a typy opevnění
- přirozené opevnění
- polní opevnění
- pevnůstka
- pevnost (stavba)
- systém opevnění

### Dělení novodobých fortifikací
- těžké opevnění – pěchotní sruby, dělostřelecké sruby, atd.
- lehké opevnění – např. řopíky

## Městská opevnění

### Opevněná města v českých zemích
- Seznam hrazených měst v Čechách
- Seznam hrazených měst na Moravě
- Seznam hrazených měst v Českém Slezsku

### Opevněná města na Slovensku
- Městské opevnění (Bardejov)
- Košické městské opevnění